# Sándor Noszály
Sándor Noszály (* 16. März 1972 in Budapest) ist ein ehemaliger ungarischer Tennisspieler. 

## Karriere
Noszály war vor allem auf der zweitklassigen Challenger Tour aktiv. Im Doppel gewann er in seiner Karriere einen Titel: 1994 siegte er gemeinsam mit Karim Alami in Taschkent. Auf der ATP Tour gelang ihm sein bestes Resultat im Jahr 1995, als er in Bukarest als Qualifikant bis ins Halbfinale vorstoßen konnte. Bei Grand-Slam-Turnieren kam er nie über die erste Runde hinaus. Seine höchste Einzelplatzierung in der Weltrangliste erreichte er am 18. September 1995 mit Position 95, wodurch er der erste ungarische Top-100-Spieler seit Balázs Taróczy 1984 wurde. Im Doppel erreichte er Rang 192 im Mai 1995.
In den Jahren 1992 und 1996 nahm er an den Olympischen Sommerspielen in Barcelona und Atlanta teil. Er trat dabei 1996 im Einzel- und 1992 im Doppelwettbewerb an. Im Doppel 1992 wäre er in der ersten Runde auf die Rumänen George Cosac und Dinu Pescariu getroffen, allerdings mussten er und László Markovits das Spiel aufgrund einer Verletzung Markovits' aufgeben. Im Einzel 1996 unterlag er in der Auftaktrunde dem Usbeken Oleg Ogorodov mit 5:7, 6:76.
Noszály bestritt zwischen 1989 und 1996 insgesamt 17 Begegnungen für die ungarische Davis-Cup-Mannschaft. Sowohl seine Einzelbilanz mit 15:16 Siegen als auch seine Doppelbilanz mit 0:4 Siegen ist dabei negativ.

## Erfolge

### Doppel

#### Turniersiege
| Nr. | Datum        | Turnier   | Belag | Partner     | Finalgegner            | Ergebnis      |
| --- | ------------ | --------- | ----- | ----------- | ---------------------- | ------------- |
| 1.  | 30. Mai 1994 | Taschkent | Sand  | Karim Alami | Daniel Fiala Jan Kodeš | 6:7, 6:4, 7:6 |